# Monopyle subdimidiata
Monopyle subdimidiata är en tvåhjärtbladig växtart som först beskrevs av Johann Friedrich Klotzsch och Johannes von Hanstein, och fick sitt nu gällande namn av Rudolf Mansfeld. Monopyle subdimidiata ingår i släktet Monopyle och familjen Gesneriaceae. Inga underarter finns listade i Catalogue of Life.